# Groupe nationaliste au Sénat (Espagne)
Le groupe nationaliste au Sénat (en espagnol : grupo parlamentario nacionalista en el Senado) était un groupe parlementaire espagnol constitué au Sénat, chambre haute des Cortes Generales.

## Historique

### Création
Les quatre sénateurs de la Convergence démocratique de Catalogne sollicitent la création d'un groupe parlementaire propre à l'ouverture de la XIIe législature en obtenant le prêt de six sénateurs pour atteindre la limite de dix sénateurs minimum, définie dans un règlement. Le bureau du Sénat refuse la création d'un tel groupe alléguant qu'un groupe est automatiquement dissous en cours de mandat si le nombre de ses membres est inférieur à cinq. La CDC dépose un recours devant le Tribunal constitutionnel qui casse la décision du bureau dans une sentence publiée le 22 juin 2017. Un groupe rassemblant les quatre sénateurs convergents et les deux sénateurs nationalistes canariens sous la dénomination de groupe parlementaire nationaliste (CDC-CC) est créé le 12 juillet suivant.

### Effectifs
| Législature | Période   | Représentation | Porte-parole        |
| ----------- | --------- | -------------- | ------------------- |
| XIIe        | 2017-2019 | 6 / 266        | Josep Lluís Cleries |
| XIIIe       | 2019      | 6 / 265        | Josep Lluís Cleries |
| XIVe        | 2019-2023 | 6 / 265        | Josep Lluís Cleries |

### Porte-parole
| Début      | Fin        | Porte-parole        |
| ---------- | ---------- | ------------------- |
| 12.07.2017 | 30.05.2023 | Josep Lluís Cleries |